# Homosexuelle Interessengemeinschaft Berlin
Die Homosexuelle Interessengemeinschaft Berlin (HIB) war ein Zusammenschluss von Schwulen und Lesben, aber auch Bisexuellen und Transpersonen, in Ost-Berlin. Die Gruppe war bis 1980 aktiv. Im Mittelpunkt ihrer emanzipatorischen Arbeit stand, homosexuelle Lebensansprüche in die DDR-Gesellschaft gleichberechtigt und unverfälscht einzufügen.

## Geschichte
Gegründet im Januar 1973, war die HIB die erste Gruppe dieser Art in den östlichen Ländern des damaligen Kalten Krieg. Im Mittelpunkt ihrer emanzipatorischen Arbeit stand, homosexuelle Lebensansprüche in die DDR-Gesellschaft gleichberechtigt und unverfälscht einzufügen. Die HIB versuchte, einen offiziellen Status als emanzipatorisch wirkende Gemeinschaft zuerkannt zu bekommen. Eine ihrer Forderungen war ein Kommunikationszentrum als eigener Ort. Beide Anliegen wurden von den DDR-Behörden zwar nicht offiziell abgelehnt, aber immer wieder hinausgezögert. Das kam einem Verbot gleich, weshalb die HIB Ende 1979 ihre politischen Aktivitäten einstellte und im Mai 1980 beschloss, ihre Arbeit ruhen zu lassen.
Als Gründungsdatum der HIB wurde einige Tage später der 15. Januar 1973 festgelegt. An diesem Tag trafen sich Freunde der später in der Gruppe aktiven Michael Eggert und Peter Rausch, um gemeinsam Rosa von Praunheims Film Nicht der Homosexuelle ist pervers, sondern die Situation, in der er lebt anzuschauen. Der Film von 1971 wurde erstmals in der ARD ausgestrahlt. Davon erfahren hatten sie von Mitgliedern der Homosexuellen Aktion Westberlin (HAW), mit denen sie im Austausch standen.

## Selbstorganisation
Eine Struktur mit klar definierten Zuständigkeiten innerhalb der HIB entwickelte sich erst mit der Zeit. Zu den Gründern kamen weitere Personen wie z. B. Michael Unger oder Ursula Sillge hinzu, die neue Ideen einbrachten und sich in unterschiedlicher Intensität und Dauer engagierten. Viele kamen auch nur zu den Veranstaltungen der HIB. Es entstand ein Netzwerk an Personen, Interessen und sexuellen Identitäten. Der feste Kern der Gruppe traf sich in der Regel donnerstags und sonntags. Zusätzlich gab es separate Treffen der Frauengruppe und offene Treffen, zu denen alle Interessierten kamen. Die Treffen fanden anfangs reihum in den gut erreichbaren Wohnungen im Zentrum Ost-Berlins statt.
Von Anfang an wurde über das Selbstverständnis der HIB diskutiert und damit ein Prozess in Gang gesetzt, der bis zur Einstellung der Aktivitäten andauerte. Für die Gründer sollte die Gruppe in erster Linie eine Art Familie sein und emanzipatorisch wirken – sowohl innerhalb des neu entstandenen Netzwerks an Interessierten als auch in die heteronormative Öffentlichkeit hinein, in der männliche und weibliche Homo- und Bisexualität, geschweige denn das Thema Trans*, so gut wie keine Erwähnung fanden [oder: wenn überhaupt, fast nur negative Erwähnung fanden].

## Politische Aktionen
Einzelne Mitstreiter der HIB unterstützten während der Weltjugendspiele im Sommer 1973 die politischen Aktionen des Briten Peter Tatchell. Als eingeladener Delegierter gelang es ihm, ein Flugblatt der Gay Liberation Front mit dem Text „gay means homosexual - schwul heißt homosexuell. Schwul ist gut – Schwul ist stolz – schwul ist zornig – schwule Befreiung“ zu verteilen. Erstmals selbst an die Öffentlichkeit traten Vertreter der HIB im März 1975 in der Stadtbibliothek in Berlin-Mitte anlässlich eines Vortrags über Sexualität und Partnerschaft. Sie hatten sich im Vortragssaal in Gruppen aufgeteilt und brachten mit ihren Fragen die Diskussion immer wieder auf das Thema Homosexualität.
Gemeinsame Ausflüge, Kino- und Theaterbesuche, aber auch Feiern, Diskussionsveranstaltungen oder Vorträge in den Privatwohnungen waren wichtige Gruppenaktivitäten der HIB. Sie hatten auch eine politische Dimension, zumal in der DDR Treffpunkte, Zeitschriften und Vereine für Lesben, Schwule oder Trans* verboten waren. 1975 und 1976 organisierte die HIB mehrtägige Pfingsttreffen mit aufwändigem Programm: Ausflüge, Workshops, gemeinsame Essen und Tanz, zu denen Gäste aus der ganzen DDR kamen.

## Treffpunkt Gründerzeitmuseum in Berlin-Mahlsdorf
Für ihre Veranstaltungen und Feiern war die HIB auf Räume angewiesen, was immer schwerer gelang. Eine Anmietung war in der DDR generell schwierig, Veranstaltungen waren nur möglich, wenn sie z. B. als Brigadefeiern deklariert waren. Unterstützung bot Charlotte von Mahlsdorf, die für ihr Gründerzeitmuseum im Gutshaus Mahlsdorf eine pauschale Veranstaltungsgenehmigung hatte und der HIB ihre Räume zur Verfügung stellte.

Im Untergeschoss des Gebäudes, wo auch die von Charlotte von Mahlsdorf beim Abriss gerettete Einrichtung des Lokals „Mulackritze“ wiederaufgebaut war, fanden ab Sommer 1976 oder ab 1975 Gruppensitzungen, Silvester- und Jahresfeiern der HIB statt. Der Garten bot Platz für die Frühlings- und Sommerfeste. Das Gründerzeitmuseum war auch ein idealer Veranstaltungsort für das Hibaré, das Cabaret der Gruppe. Jedes seiner Programme wurde neu geschrieben, Kostüme wurden entworfen und selbst geschneidert und unter der Regie von Michael Unger einstudiert. Als einzige Frau spielte Tommy (Rita Thomas, 1931–2018) mit, allerdings immer nur in Männerrollen. Wie sie gab es einige lesbische Frauen in der HIB mit eigenen Freundinnenkreisen, von den viele zu den Veranstaltungen kamen. Die meisten der auf den Veranstaltungen entstandenen Fotos stammen von Siegfried Spremberg, die gefilmten Dokumentationen von Bodo Amelang. Nachdem ein von Uschi Sillge für den 8. April 1978 im Gründerzeitmuseum geplantes republikweites Lesbentreffen verhindert und verboten wurde, musste die unter Druck gesetzte Charlotte von Mahlsdorf ihr Angebot gegenüber der HIB beenden. Danach fanden sich zwar immer wieder Räume, die Gruppe aber war wieder heimatlos.

## Versuche der Registrierung als Bürgergemeinschaft
Das neue Zivilgesetzbuch der Deutschen Demokratischen Republik bot die Möglichkeit, sogenannte Bürgergemeinschaften zur Durchführung eines Zweckes zu bilden. Die HIB sah darin eine Alternative zu einer Vereinsgründung, entwarf den „Vertrag der Gemeinschaft von Bürgern – Homosexuelle Interessengemeinschaft Berlin (HIB)“ und reichte ihn im Januar 1976 ein. Nachdem mitgeteilt wurde, dass dieses Gesetz nicht auf die HIB anzuwenden sei, wandte sich die Gruppe im Oktober 1978 mit der Eingabe „Sozialistische Freizeitgestaltung einer Minderheit“ an die Volkskammer der DDR.
Nach mehreren Schreiben erreichte die HIB im September 1979 ein Gespräch beim stellvertretenden Leiter der Abteilung Eingaben, der das Anliegen abschmetterte. Auch die parallel dazu erfolgten Vorstöße beim Kulturbund der DDR, im Ministerium für Gesundheitswesen der DDR und bei der Abteilung Kultur des Magistrats von Berlin wegen der Errichtung eines Kommunikationszentrums fruchteten nicht. Nach diesen erfolglosen Bemühungen stellte die Gruppe ihre Aktivitäten ein. Im Mai 1980 erfolgte der Gruppenbeschluss, dass die HIB sich nicht auflöse, sondern ihre Arbeit ruhen lässt.

## Nachfolge
Nach Jahren einzelner emanzipatorischer Aktivitäten in wechselnden losen Verbindungen erreichte Ursula Sillge 1986 die Veranstaltungsreihe „Sonntags im Club“, aus der der Sonntags-Club hervorging. Er versteht sich als Nachfolgeorganisation der HIB, wurde 1989 als Verein eingetragen und existiert heute als Beratungs-, Informations- und Kommunikations-Zentrum für Lesben, Schwule, Bisexuelle, Trans- und Inter-Personen.